# 维尔纳
维尔纳（Werner）可以指：

## 人物
- 蒂莫·维尔纳（德語：Timo Werner，1996年3月6日－），德國足球運動員。
- 阿尔弗雷德·维尔纳（德语：Alfred Werner，1866年12月12日－1919年11月15日），瑞士化學家。
- 皮埃尔·维尔纳（法語：Pierre Werner，1913年12月29日－2002年6月24日），盧森堡政治家。

|  | 本页或本分段罗列了姓氏为「维尔纳」的人物。 如果是一个指代特定个人的内链将您引导到本页，請考慮修正該人物的名字以將链接指向正確的條目。 |